# Åmål
Åmål es una ciudad situada en la provincia de Västra Götaland, en la zona occidental de Suecia.

## Geografía
La ciudad Åmål se encuentra en una bahía del lago Vänern, el más grande de Suecia, a unos 50 metros sobre el nivel del mar. El municipio incluye un pequeño archipiélago compuesto por unas 30 islas localizadas al sur de la ciudad Åmål. Se llama Tösse skärgård y es una reserva natural. Muchas de las islas están cubiertas de bosques, aunque unas pocas son empleadas para ganadería.
- Altitud: 50 metros.
- Latitud: 59º 03' N
- Longitud: 012º 42' E

## Economía
Antiguamente la pesca era uno de los pilares económicos de la región, como se refleja en su escudo de armas desde el siglo XIX. También la industria maderera poseía cierta importancia. 

## Historia
La ciudad de Åmål fue fundada en el siglo XVII y se convirtió en una de las ahora difuntas Ciudades de Suecia ya en 1646, y la única ciudad en la provincia histórica de Dalsland. Su localización próxima a las fronteras de la alianza Dinamarca-Noruega fue causa de muchas tribulaciones durante los siglos siguientes. Primero en 1645, cuando fue casi totalmente demolida, más tarde en 1676 y 1679; y por última vez en 1788, cuando fue conquistada por los daneses y dominada durante un breve período.
Tras el último incendio severo de 1901, debido al cual un millar de personas perdieron sus hogares, fue reconstruida con calles más anchas y casas más grandes.

## Notoriedad
La película Fucking Åmål transcurre en esta ciudad, aunque en realidad se rodó en Trollhättan y en Kungälv.